# Marquesado de Alonso de León
El marquesado de Alonso de León es un título nobiliario español creado por la reina regente María Cristina de Habsburgo Lorena, durante la minoría del rey Alfonso XIII, y concedido a Elvira Luisa Alonso de León y Moreno, Varela y Sousa de Martos por real despacho del 11 de julio de 1891.
Este título no ha sido solicitado o rehabilitado por ninguno de los posibles herederos del primer titular.

## Marqueses de Alonso de León
|                           | Titular                                                       | Periodo                   |
| Creación por Alfonso XIII | Creación por Alfonso XIII                                     | Creación por Alfonso XIII |
| ------------------------- | ------------------------------------------------------------- | ------------------------- |
| I                         | Elvira Luisa Alonso de León y Moreno Varela y Sousa de Martos | 1891-¿?                   |
| Único titular             |                                                               |                           |
| Título caducado           |                                                               |                           |

## Historia de los marqueses de Alonso de León
- Elvira Luisa Alonso de León y Moreno, Varela y Sousa de Martos, I marquesa de Alonso de León.